# 陳俊良 (數位藝術家)
陳俊良，台灣人，現為國立政治大學數位內容與科技學士學程兼任專技助理教授。主要研究領域為電腦動畫、數位遊戲、視覺特效、數位典藏。

## 建築領域
陳俊良本科為建築，研究領域在數位建築、科際整合、數位典藏，美國薩凡納藝術設計學院視覺特效碩士。